# Xã Cranberry, Quận Crawford, Ohio
Xã Cranberry (tiếng Anh: Cranberry Township) là một xã thuộc quận Crawford, tiểu bang Ohio, Hoa Kỳ. Năm 2010, dân số của xã này là 1.579 người.